# Leichtathletik-Europameisterschaften 2012/4 × 100 m der Männer

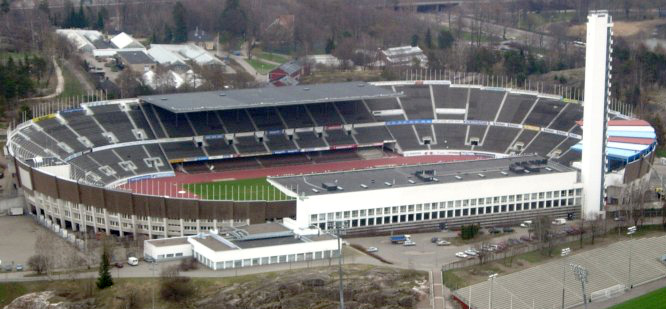
Das Olympiastadion Olympiastadion Helsinki im Jahr 2005

Die 4-mal-100-Meter-Staffel der Männer bei den Leichtathletik-Europameisterschaften 2012 wurde am 30. Juni und 1. Juli 2012 im Estadi Olímpic Lluís Companys der finnischen Hauptstadt Helsinki ausgetragen.
Europameister wurde das Quartett aus den Niederlanden mit Brian Mariano, Churandy Martina, Giovanni Codrington und Patrick van Luijk (Finale) sowie dem im Vorlauf außerdem eingesetzten Jerrel Feller.
Den zweiten Platz belegte Deutschland in der Besetzung Julian Reus (Finale), Tobias Unger, Alexander Kosenkow und Lucas Jakubczyk sowie dem im Vorlauf außerdem eingesetzten Martin Keller.
Bronze ging an Frankreich mit Ronald Pognon (Finale), Christophe Lemaitre, Pierre-Alexis Pessonneaux und Emmanuel Biron sowie dem im Vorlauf außerdem eingesetzten Jimmy Vicaut.
Auch die nur im Vorlauf eingesetzten Läufer erhielten entsprechendes Edelmetall. Rekorde dagegen standen nur den tatsächlich laufenden Athleten zu.

## Rekorde

### Bestehende Rekorde
| Weltrekord           | 37,40 s | Jamaika (Nesta Carter, Michael Frater, Yohan Blake, Usain Bolt)                     | WM Daegu, Südkorea    | 4. September 2011 |
| Europarekord         | 37,73 s | Großbritannien (Jason Gardener, Darren Campbell, Marlon Devonish, Dwain Chambers)   | Sevilla, Spanien      | 29. August 1999   |
| Meisterschaftsrekord | 37,79 s | Frankreich (Max Morinière, Daniel Sangouma, Jean-Charles Trouabal Bruno Marie-Rose) | EM Split, Jugoslawien | 31. August 1990   |

Der bestehende EM-Rekord wurde bei diesen Europameisterschaften nicht erreicht. Die schnellste Zeit erzielte Europameister Niederlande im Finale mit 38,34 s, womit das Quartett 45 Hundertstelsekunden über dem Rekord blieb. Zum Europarekord fehlten 61, zum Weltrekord 94 Hundertstelsekunden.

### Rekordverbesserung
Es wurde ein neuer Landesrekord aufgestellt:

38,34 s – Niederlande (Brian Mariano, Churandy Martina, Giovanni Codrington, Patrick van Luijk), Finale am 1. Juli

## Legende
Kurze Übersicht zur Bedeutung der Symbolik – so üblicherweise auch in sonstigen Veröffentlichungen verwendet:
| NR  | Nationaler Rekord                        |
| DNF | Wettkampf nicht beendet (did not finish) |

## Vorrunde
30. Juni 2012, 11:20 Uhr
Die Vorrunde wurde in zwei Läufen durchgeführt. Die ersten drei Staffeln pro Lauf – hellblau unterlegt – sowie die darüber hinaus zwei zeitschnellsten Teams – hellgrün unterlegt – qualifizierten sich für das Finale.

### Vorlauf 1

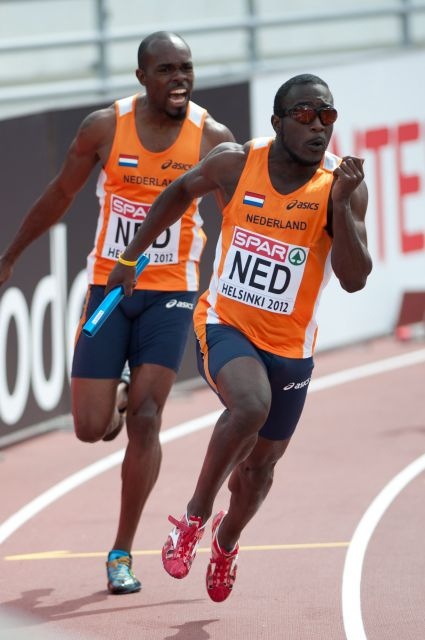
Wechsel von Churandy Martina auf Jerrel Feller im Vorlauf der später im Finale siegreichen niederländischen Staffel

| Platz | Staffel        | Besetzung                                                                            | Zeit (s) |
| ----- | -------------- | ------------------------------------------------------------------------------------ | -------- |
| 1     | Großbritannien | Christian Malcolm Dwain Chambers James Ellington Mark Lewis-Francis                  | 38,98    |
| 2     | Russland       | Michail Idrissow Konstantin Petrjaschow Wjatscheslaw Kolesnitschenko Pawel Karawajew | 39,08    |
| 3     | Niederlande    | Brian Mariano Churandy Martina Jerrel Feller (Vorlauf) Giovanni Codrington           | 39,34    |
| 4     | Portugal       | Ricardo Monteiro Dany Gonçalves Arnaldo Abrantes Yazaldes Nascimento                 | 39,66    |
| 5     | Finnland       | Eero Haapala Visa Hongisto Jonathan Åstrand Ville Myllymäki                          | 39,86    |
| 6     | Schweden       | David Sennung Benjamin Olsson Tom Kling-Baptiste Stefan Tärnhuvud                    | 39,87    |
| 7     | Lettland       | Nikita Pankins Jānis Leitis Sandis Sabājevs Jānis Mezītis                            | 40,46    |
| DNF   | Polen          | Jakub Adamski Dariusz Kuć Robert Kubaczyk Kamil Kryński                              |          |

### Vorlauf 2
| Platz | Staffel     | Besetzung                                                                           | Zeit (s) |
| ----- | ----------- | ----------------------------------------------------------------------------------- | -------- |
| 1     | Frankreich  | Emmanuel Biron Christophe Lemaitre Pierre-Alexis Pessonneaux Jimmy Vicaut (Vorlauf) | 39,01    |
| 2     | Deutschland | Lucas Jakubczyk Tobias Unger Alexander Kosenkow Martin Keller (Vorlauf)             | 39,04    |
| 3     | Schweiz     | Alex Wilson Reto Schenkel Steven Gugerli (Vorlauf) Marc Schneeberger                | 39,41    |
| 4     | Tschechien  | Jan Veleba Rostislav Šulc Vojtěch Šulc Lukáš Šťastný                                | 39,52    |
| 5     | Spanien     | Eduard Viles Bruno Hortelano Alberto Gavaldá Diego Alonso                           | 39,81    |
| 6     | Litauen     | Egidijus Dilys Žilvinas Adomavičius Martas Skrabulis Aivaras Pranckevičius          | 40,68    |
| 7     | Türkei      | Birol Yildrim Furkan Sen Aykut Ay Yiğitcan Hekimoğlu                                | 41,62    |
| DNF   | Italien     | Fabio Cerutti Simone Collio Emanuele Di Gregorio Jacques Riparelli                  |          |

## Finale

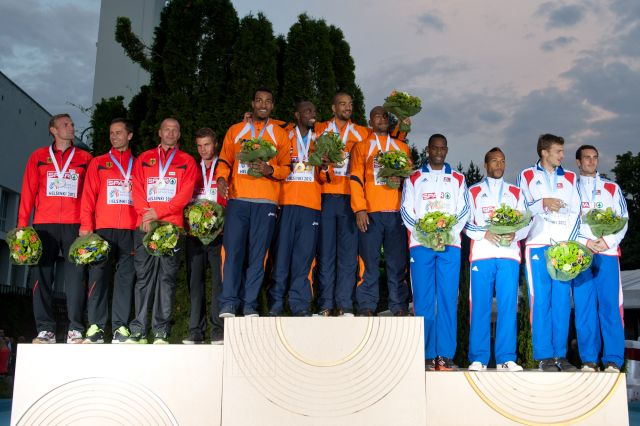
Siegerehrung 4-mal-100-Meter-Staffel

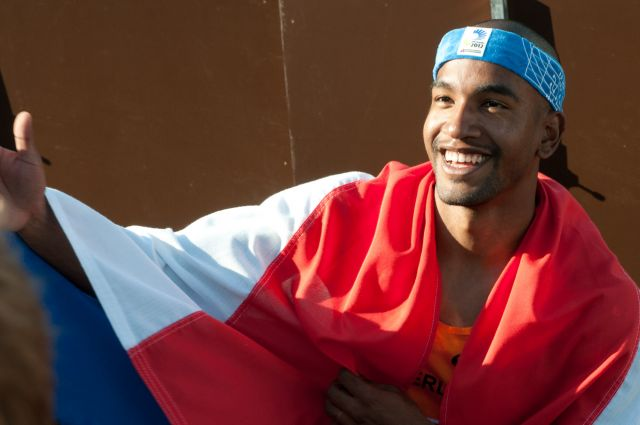
Giovanni Codrington, dritter Läufer der siegreichen niederländischen Staffel

1. Juli 2012, 18:25 Uhr
| Platz | Staffel        | Besetzung | Zeit (s) |
| ----- | -------------- | --- | -------- |
| 1     | Niederlande    | Brian Mariano Churandy Martina Giovanni Codrington Patrick van Luijk (Finale) im Vorlauf außerdem: Jerrel Feller      | 38,34 NR |
| 2     | Deutschland    | Julian Reus (Finale) Tobias Unger Alexander Kosenkow Lucas Jakubczyk im Vorlauf außerdem: Martin Keller               | 38,44    |
| 3     | Frankreich     | Ronald Pognon (Finale) Christophe Lemaitre Pierre-Alexis Pessonneaux Emmanuel Biron im Vorlauf außerdem: Jimmy Vicaut | 38,46    |
| 4     | Russland       | Michail Idrissow Konstantin Petrjaschow Wjatscheslaw Kolesnitschenko Pawel Karawajew                                  | 38,67    |
| 5     | Schweiz        | Alex Wilson Marc Schneeberger Reto Schenkel Rolf Fongué (Finale) im Vorlauf außerdem: Steven Gugerli                  | 38,83    |
| 6     | Portugal       | Ricardo Monteiro Dany Gonçalves Diogo Antunes Yazaldes Nascimento                                                     | 39,96    |
| DNF   | Tschechien     | Jan Veleba Rostislav Šulc Vojtěch Šulc Lukáš Šťastný                                                                  |          |
| DNF   | Großbritannien | Christian Malcolm Dwain Chambers James Ellington Mark Lewis-Francis                                                   |          |

## Videolink
- 4х100m Men Final European Athletics Championships Helsinki 2012 MIR-LA.com, youtube.com, abgerufen am 25. Februar 2023